# Wyższa Oficerska Szkoła Radiotechniczna
Wyższa Oficerska Szkoła Radiotechniczna im. kpt. Sylwestra Bartosika (WOSR) – szkoła Sił Zbrojnych PRL i Sił Zbrojnych RP kształcąca kandydatów na oficerów wojsk radiotechnicznych.

## Historia
Utworzona została w 1969 w oparciu o Oficerską Szkołę Radiotechniczną w Jeleniej Górze. W 1972 szkołę podporządkowano dowódcy Wojsk Obrony Powietrznej Kraju. Dwa lata później w ramach WOSR utworzono Szkołę Oficerów Rezerwy, którą w 1981 zastąpiła Szkoła Podchorążych Rezerwy.
W 1977 uruchomiono dwuletnie studia inżynierskie dla absolwentów szkoły chorążych.
W 1987 WOSR zajęła II miejsce we współzawodnictwie wyższych szkół oficerskich. W 1991 zapoczątkowano w szkole połączone studia z Politechniką Wrocławską na kierunku telekomunikacji.
W 1994 na bazie szkoły powstaje Centrum Szkolenia Radioelektronicznego, które przygotowywało specjalistów w zakresie: radiolokacji, automatyzacji dowodzenia, ubezpieczenia lotów oraz rozpoznania i walki radioelektronicznej.
W 1997 odbyła się ostatnia promocja absolwentów Wyższej Oficerskiej Szkoły Radiotechnicznej, po czym nastąpiło rozwiązanie szkoły. Centrum Szkolenia Radioelektronicznego rozformowano w 2004.
W latach 1948/55 na terenie szkoły mieściła się również Oficerska Szkoła Piechoty nr 2.

## Kierunki kształcenia
Szkoła kształciła oficerów dowódców pododdziałów wojsk radiotechnicznych na poziomie studiów inżynierskich w specjalności. Podchorążowie kończyli kurs samochodowy i uzyskiwali prawo jazdy kategorii "B".
W szkole chorążych przygotowywano średni personel techniczny.

## Struktura WOSR (1985)
- Komenda i sztab
- Wydział Ogólny
- Wydział Techniczny
- Oddział Kształcenia
- Wydział Naukowy
- Biblioteka Naukowa
- Jednostki dydaktyczne
  - Katedra Elektroniki
  - Katedra Nauk Humanistycznych
  - Katedra Taktyki Rodzajów Wojsk
  - Katedra Zautomatyzowanych Systemów Dowodzenia
  - Zakład Przedmiotów Ogólnokształcących
  - Zakład Podstaw Radiolokacji
  - Zakład Sprzętu
  - Zakład Informatyki
  - Zakład Dydaktyki Wojskowej
  - Zakład Szkolenia Fizycznego
  - Studium Języków Obcych
- Batalion szkolny
- Szkoła Chorążych Wojsk Radiotechnicznych
- Szkoła Podchorążych Rezerwy
- Pododdziały zabezpieczenia

## Komendanci
- płk dr Wacław Kazimierski (1954-1972)
- gen bryg. pil. dr Julian Paździor (1972-1981)
- gen. bryg. dr inż. Tadeusz Jemioło (1981-1985)
- płk dypl. Edward Redwanz (1985-1987)
- płk dr inż. Józef Piekarczyk (1987-1991)
- gen bryg. dr inż. Bronisław Peikert (1991-1997)